# Virgen de Vladímir
La Virgen de Vladímir, o Vladímirskaya, o el Ícono de Vladímir, es una advocación mariana de la Iglesia ortodoxa, la más venerada y querida del pueblo ruso, representada en un ícono de principios del siglo XII, de origen bizantino, pintado en Constantinopla c. de 1130, y uno de los más célebres y venerados de Rusia, representando la protección de Rusia.
Es denominada también como la Virgen de Kiev, Virgen de Výshorod (en ucraniano: Вишгородська ікона Божої Матері) o Nuestra Señora de la Ternura. Los zares se hacían coronar delante de esta imagen.  Se llama así porque estuvo ubicada en la ciudad de Vladímir, fundada en 1108 por San Vladímir (958-1015) y que fue la capital del Principado de Vladímir-Súzdal. Desde 1930, se conserva en la Galería Tretiakov  en Moscú. Actualmente, los peregrinos para venerar a la Virgen de Vladímir llegan de todos los países del mundo y son muy numerosos.

## La historia del ícono

### Trayectoria

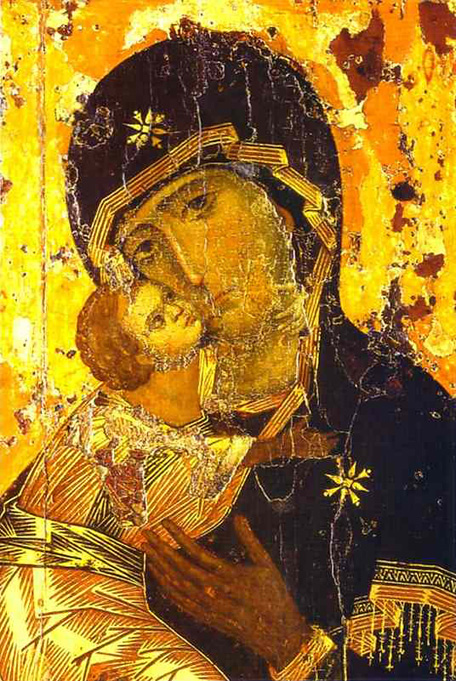
Fragmento del icono.

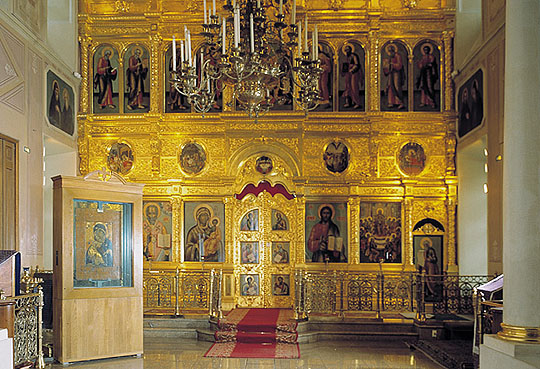
El icono de la Virgen de Vladímir en la Iglesia de San Nicolás en Tolmachí, Galería Tretiakov, Moscú

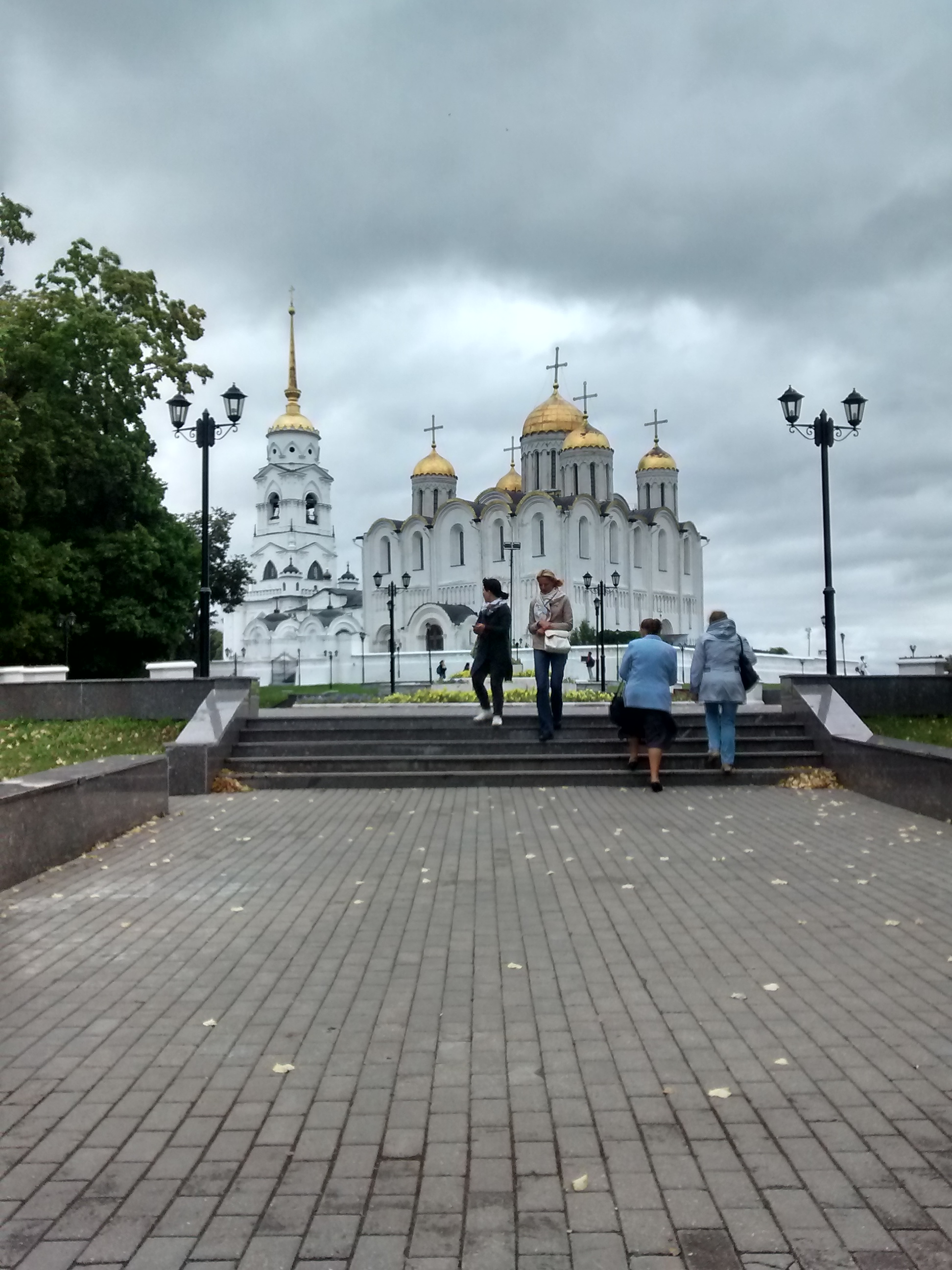
Catedral de la Asunción de Vladímir

El ícono bizantino llegó a Kiev después que la Rus de Kiev, la federación de tribus eslavas, adoptara el cristianismo ortodoxo en su totalidad en el año 988. En 1037, Yaroslav el Sabio, el Gran Príncipe de Kiev, dedicó Ucrania a la Virgen María y desde entonces es la Reina de Ucrania.
En 1130, por orden de Lukas Chrysoberges, el Patriarca de Constantinopla (Bizancio), el icono fue llevado a Kiev por el metropolita de Kiev Miguel II (pt) en calidad de regalo al Gran Príncipe de la Rus de Kiev Mstislav I, hijo de Vladímir II Monómaco. El icono fue ubicado en el Convento de monjas Bogoródichny en la ciudad de Výshgorod próxima a Kiev, que había sido la residencia favorita de Olga de Kiev.
En 1155, el príncipe y santo Andréi Bogoliubski (Andréi I el Piadoso), hijo de Yuri Dolgoruki, se trasladó a Vladímir, capital del Principado de Vladímir-Súzdal, llevándose el icono de la Virgen de Výshgorod que desde entonces lleva el nombre de Virgen de Vladímir. En la Crónica de Kiev, el traslado del icono desde Výshgorod a Vladímir es calificado como ilegal.
Después en esa ciudad, entre 1158 y 1160, se construyó la Catedral de la Asunción de Vladímir para que albergara el ícono.
En 1395, el ícono de la Virgen fue trasladado a Moscú por el príncipe Basilio I de Moscú. No se tienen datos fiables sobre su ubicación en el siglo XV. Sin embargo, sí está documentado que el icono volvió a Moscú en 1480 y fue colocada en la Catedral de la Dormición en el Kremlin de Moscú, en la parte izquierda de las grandes puertas del iconostasio, donde se conservó durante mucho tiempo. 
Desde 1930, el ícono de la Virgen de Vladímir ha estado en la Galería Tretiakov de Moscú y después en el templo-museo de la Galería Tretiakov, la Iglesia de San Nicolás en Tolmachí, dedicada a Santa Catalina en 1999, donde cuenta con condiciones especiales para su conservación. En ciertas ocasiones, es trasladada a la Catedral de la Dormición de Kremlin para las principales fiestas solemnes y días festivos.

### Los milagros
En 1164, el ícono se hizo presente en la guerra y victoria contra los búlgaros en el Río Volga, donde lideraba el príncipe y santo Andréi Bogoliubski. San Andrés l la proclamó la Santa Patrona del territorio de Vladímir. Éste se salvó milagrosamente durante un incendio que devastó la Catedral de Vladímir el 13 de abril de 1185. Tampoco sufrió daños durante la devastación de la ciudad por Batú Kan el 7 de febrero de 1238. 
En 1395, durante el reinado de Basilio I de Moscú, ante la amenaza de invasión por las tropas del conquistador mongol Tamerlán, el icono fue trasladado a la Catedral de la Asunción del Kremlin de Moscú. Según la leyenda, la Virgen se le apareció al Khan en un sueño, por lo cual Tamerlán se retiró de Yeléts sin llegar a luchar por Moscú. Tamerlán decidió no atacar Moscovia gracias a la protección de la Virgen, destruyendo en su lugar la ciudad de Yeléts.
En el lugar de encuentro, con el icono, se fundó el Monasterio Srétenski y el ícono permaneció ahí. Otras dos liberaciones de los enemigos invasores, fueron logradas por su supuesta intercesión ante los ruegos de la virgen. La primera en 1451 contra los tártaros y la segunda en 1480 contra Khan Ahmat. Como homenaje a estos milagros, la Iglesia ortodoxa rusa celebra a la Virgen de Vladímir tres veces al año: el 3 de junio, el 6 de julio y el 8 de septiembre, fechas en que la virgen es extraída de su capilla de la galería Tretiakov en Moscú.

## El ícono
Dos versiones hay sobre el autor del icono, una dice que fue san Lucas evangelista y otra que se pintó hacia el año 1120. El icono está pintado en tablas con la técnica del temple, usando pintura mineral y vegetal muy consistente, disuelta en yema de huevo. El ícono de la Virgen de Vladímir tiene dos particularidades: estar pintado por ambas caras y que el Niño Jesús tiene su pierna izquierda doblada, mostrando así la planta del pie. 

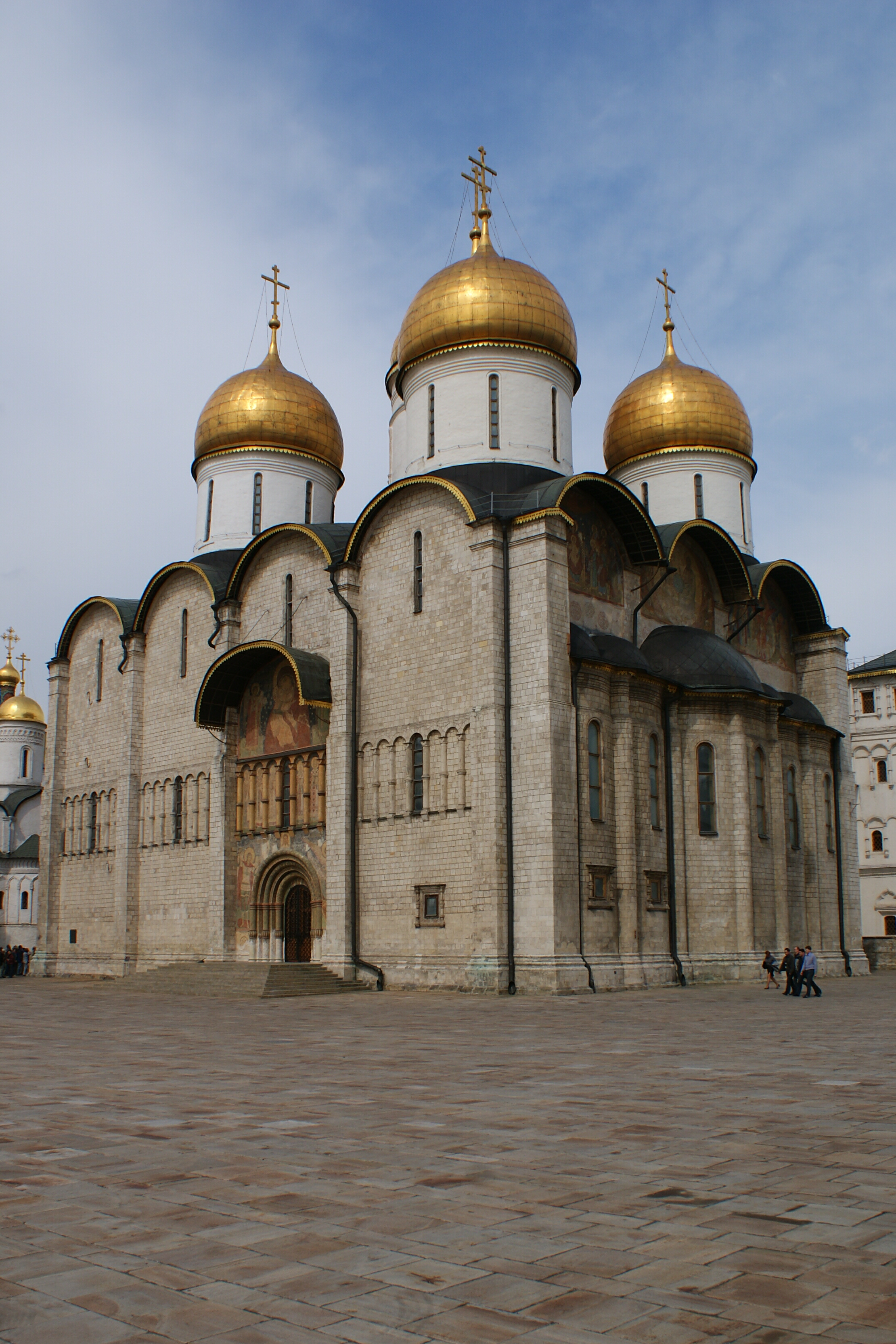
Catedral de la Dormición de Moscú

El marco es de madera de tilo. La pintura fue en madera de 3 centímetros de grosor, que originalmente era de 55 x 78 y después de 70 x 104 centímetros, tras 4 intervenciones para su embellecimiento. La primera a inicios del siglo XII, la segunda hacia el siglo XVI (1514) por Andréi Rubliov, quien la aumentó a las últimas dimensiones y pintó el reverso con todos sus símbolos, la tercera en el siglo XVII (1674) y la cuarta en el siglo XIX (1896). Siglos después, la imagen fue cubierta con oro macizo y decorada con piedras preciosas que cubrían gran parte del ícono. Las capas más antiguas de pintura se conservaron principalmente en los rostros de la Virgen y del Niño. Casi todo lo demás es pintura posterior de los siglos XIII al XVI.

### Anverso
Al frente, la pintura es de estilo bizantino. Las figuras de María y del Niño Jesús se hallan unidas por la suave línea del contorno. El rostro de la madre, cariñoso y severo al mismo tiempo, está pincelado con finura y delicadeza sorprendentes, los cambios de color son casi imperceptibles. Resaltan sus ojos grandes, llenos de profunda pena e inmensa angustia por el destino de su hijo.
La Virgen María está cubierta con un manto de color púrpura obscuro, con mangas adornadas por filamentos dorados, que cubre su cabeza y muestra tres estrellas (de las que sólo muestra dos) en referencia a la santísima trinidad y a los tres momentos de la virginidad perpetua de la virgen, antes, durante y después de parto; asimismo está sosteniendo al niño Dios en su brazo derecho, a la vez que su mano izquierda presenta al niño que la abraza del cuello, acercando sus caras inclinadas hasta tocarse una a la otra, a la altura de las mejillas donde hacen contacto; la Madre abraza tierna, pero fuertemente al niño. A esto en griego se denomina Eleúsa, que significa ternura y misericordia. La imagen de La Virgen de Vladímir fue muy popular en la Rusia Antigua. Los maestros rusos crearon numerosas obras tomando como modelo este icono donde el Niño se aprieta a la mejilla de su madre en muda caricia. En la iconografía rusa, este modo de presentar a la Virgen lleva el nombre de "La Ternura", Eleúsa]. Se la considera «la Virgen de la compasión».
Al principio del siglo XX, la cubierta de oro fue confiscada por los bolcheviques. Por otro lado, las cubiertas sobrevivientes están separadas del icono en la Armería de Moscú. En 1919, el ícono volvió a ser intervenido para rescatar los elementos originales por restauradores rusos, frente a A.I. Anísimovquien documentó el proceso.

### Reverso

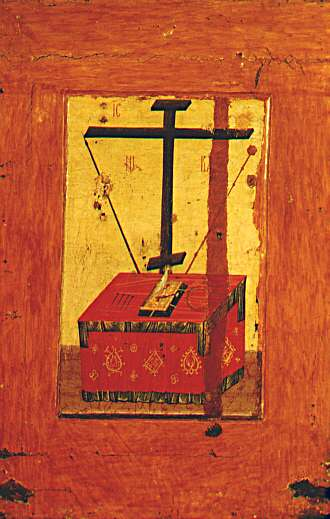
Reverso del icono. Cuenta con la etimasia y los objetos de la Pasión.

La pintura del reverso cuenta con una cruz, se ven clavos, la corona de espinas y una paloma blanca, símbolo del Espíritu Santo, y una Biblia, sobre una mesa cubierta con tela roja, con los bordes oscuros, lo cual significa un trono que se le ha preparado para la Segunda venida de Jesucristo. También se aprecia la lanza, la esponja, la caña utilizada para acercar la esponja a la boca de Jesús en su crucifixión, que se le ofreció para saciar su sed, todo dentro de un marco pintado en color dorado.

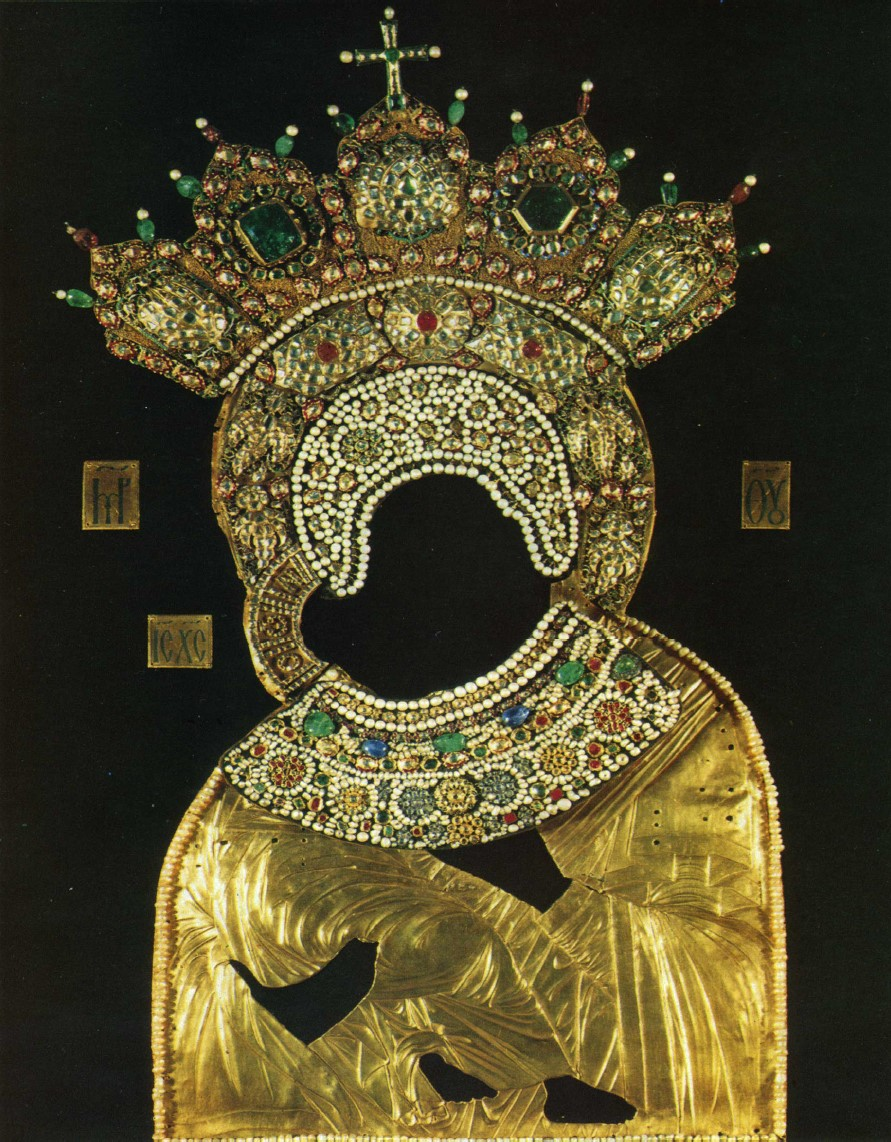
Cubierta utilizada para el ícono de la Virgen de Vladímir.
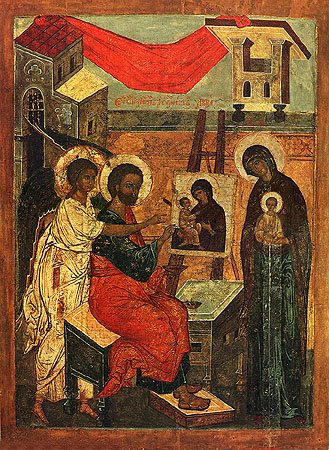
El evangelista Lucas pintando la Virgen de Vladímir.
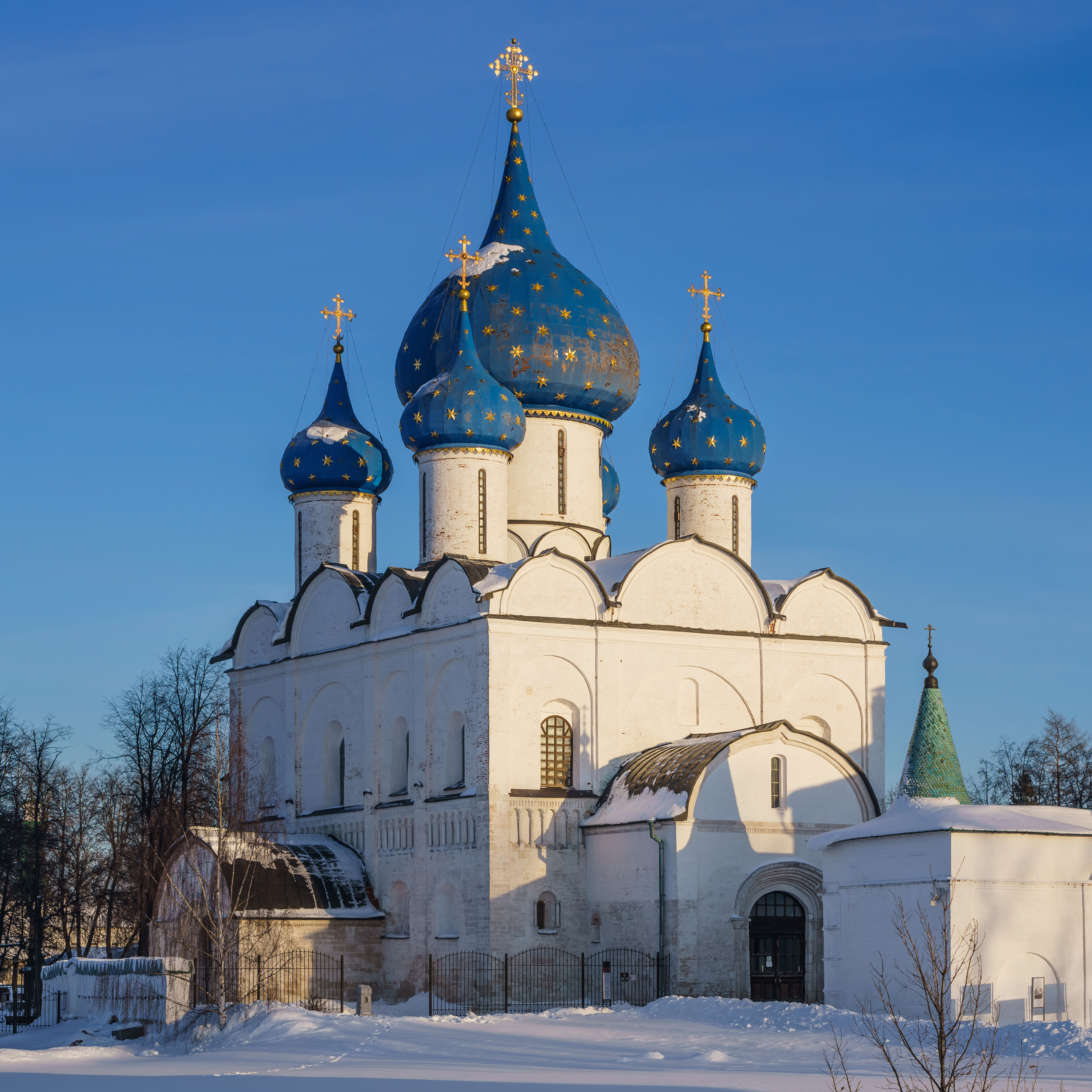
Catedral de la Natividad de Súzdal.
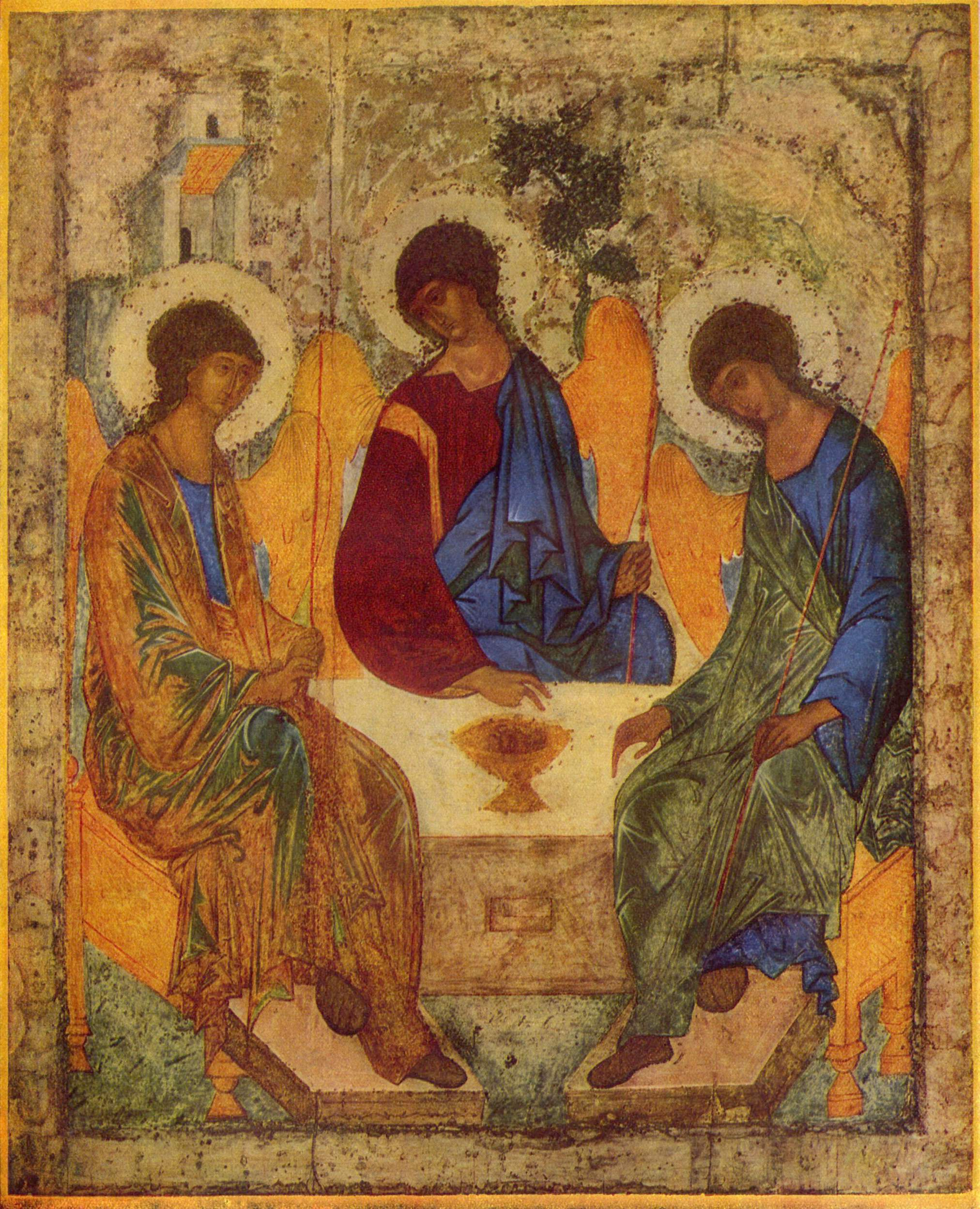
Icono La Trinidad de Andréi Rubliov, Galería Tretiakov de Moscú.
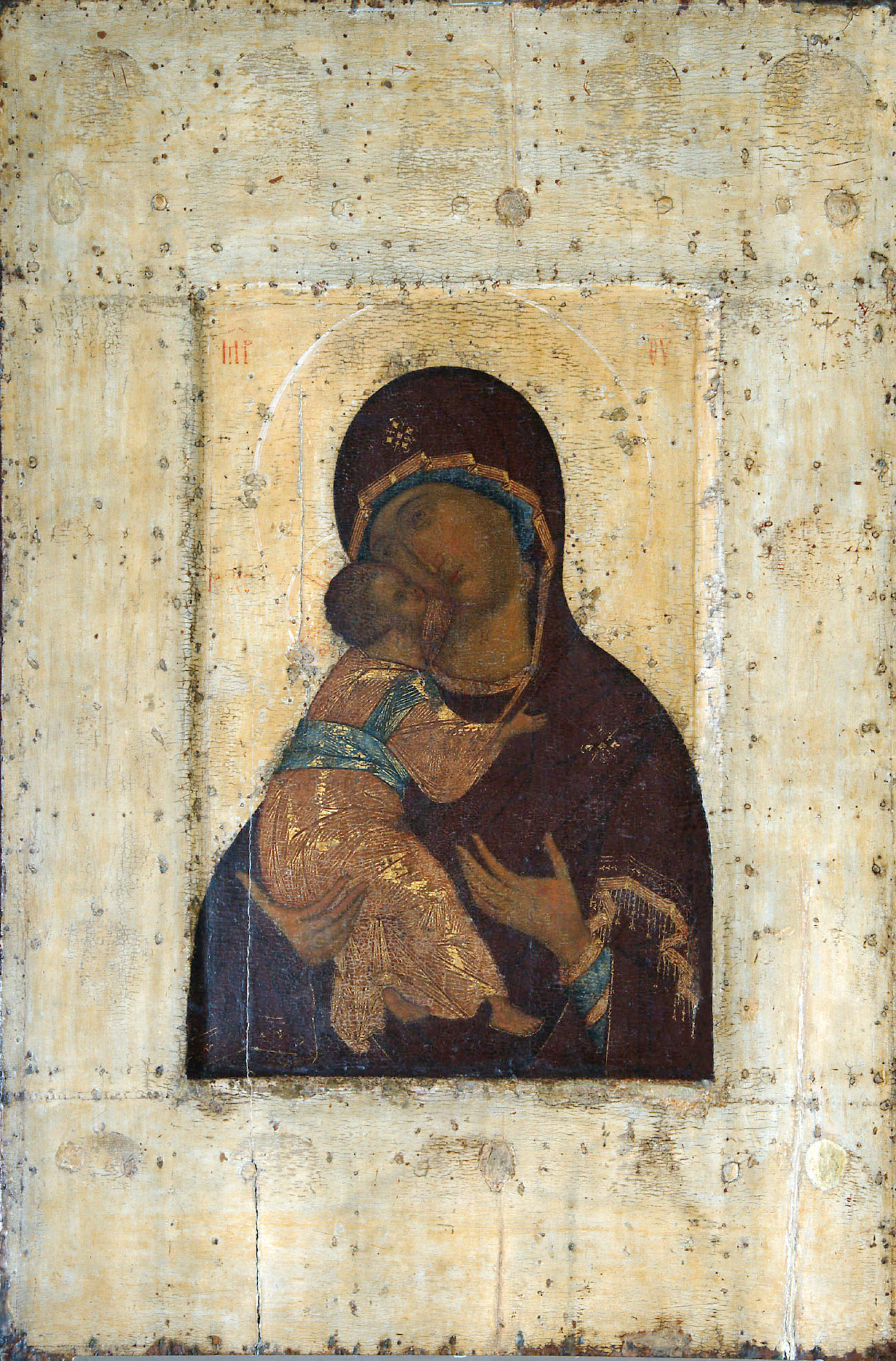
Icono Virgen de Vladímir de Andréi Rubliov.
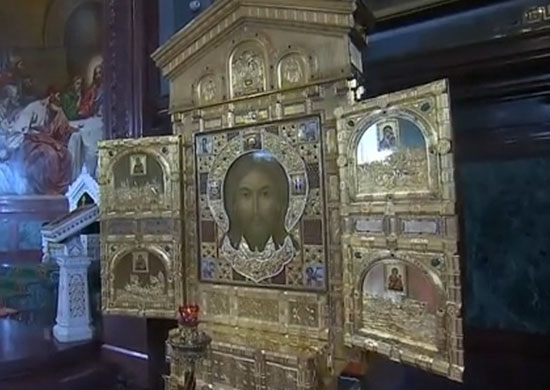
Icono de Mandylion en el Monasterio Srétenski.